# 金属溶解技能士
金属溶解技能士（きんぞくようかいぎのうし）とは、国家資格である技能検定制度の一種で、都道府県知事（問題作成等は中央職業能力開発協会、試験の実施等は都道府県職業能力開発協会）が実施する、金属溶解に関する学科及び実技試験に合格した者をいう。
なお職業能力開発促進法により、金属溶解技能士資格を持っていないものが金属溶解技能士と称することは禁じられている。金属溶解技能士は、職業訓練指導員 (鋳造科)、職業訓練指導員 (鉄鋼科)の実技試験免除資格になっている。

## 区分
金属溶解の中で鋳鉄キュポラ溶解作業、鋳鋼誘導炉溶解作業、鋳鉄誘導炉溶解作業、鋳鋼アーク炉溶解作業、軽合金反射炉溶解作業に分かれる。

## 級別
鋳鉄キュポラ溶解作業、鋳鋼誘導炉溶解作業、鋳鉄誘導炉溶解作業、鋳鋼アーク炉溶解作業、軽合金反射炉溶解作業ともに1級、2級の別がある。

## 実技作業試験内容

### 金属溶解(鋳鉄キュポラ溶解作業)
- 1級
  - 作業試験
    - 作業1：キュポラ用耐火れんがを用いて、キュポラ内部のれんが張り作業を行う。
    - 作業2：目視及び浸漬温度計により溶湯温度の測定を行う。

試験時間＝約3時間
- - 要素試験：チル試験片及び合金鉄の種類等の試料判定と顕微鏡組織写真により材質等の判定を行う。試験時間＝5分
  - ペーパーテスト：キュポラの築炉及びキュポラ溶解法について行う。試験時間＝1時間30分
- 2級
  - 作業試験
    - 作業1：キュポラ用耐火れんがの加工及び組立て作業を行う。
    - 作業2：目視及び浸漬温度計により溶湯温度の測定を行う。

試験時間＝約1時間30分
- - 要素試験：チル試験片及び合金鉄の種類等の試料判定を行う。試験時間＝2分30秒
  - ペーパーテスト：キュポラの築炉及びキュポラ溶解法について行う。試験時間＝1時間30分

### 金属溶解(鋳鋼誘導炉溶解作業)
- 1級
  - 作業試験：SCCrM3相当鋼種を溶製する溶解工程において、装入材料の重量判定(目測)、成分調整を行う。試験時間＝15分
  - 要素試験：添加合金鉄、れんが、炉床材、造さい剤及び加炭剤の試料の判定を行い、また顕微鏡写真による炭素量、熱処理状態及び組織名判定を行う。試験時間＝約15分
  - ペーパーテスト：装入材料の配合計算、操炉等について行う。試験時間＝2時間
- 2級
  - 作業試験：SCCrM3相当鋼種を溶製する溶解工程において、装入材料の重量判定(目測)、成分調整を行う。試験時間＝15分
  - 要素試験：添加合金鉄、れんが、炉床材、造さい剤及び加炭剤の試料の判定を行う。試験時間＝約12分
  - ペーパーテスト：装入材料の配合計算、操炉等について行う。試験時間＝2時間

### 金属溶解(鋳鉄誘導炉溶解作業)
- 1級
- 2級

### 金属溶解(鋳鋼アーク炉溶解作業)
- 1級
- 2級

### 金属溶解(軽合金反射炉溶解作業)
- 1級
- 2級